# ゲイラ
ゲイラ（Geira, 965年ごろ - 985年）は、ヴェンド人の王ブリスラヴの長女。
978年ごろに名前や出自が不明の君主と結婚したが、この夫は981年ごろに死去した。
982年にノルウェー王オーラヴ1世と再婚した。2人の間に子供は生まれなかったと伝えられている。